# Ranunculus pseudoacris
Ranunculus pseudoacris är en ranunkelväxtart som beskrevs av N.N. Tzvelev. Ranunculus pseudoacris ingår i släktet ranunkler, och familjen ranunkelväxter. Inga underarter finns listade i Catalogue of Life.